# Museo Renata Tebaldi
Il museo Renata Tebaldi ha sede in via Ferdinando Provesi 35 a Busseto, in provincia di Parma, all'interno del palazzo delle Scuderie di Villa Pallavicino; inaugurato nel 2014, è interamente dedicato alla cantante lirica Renata Tebaldi.

## Storia

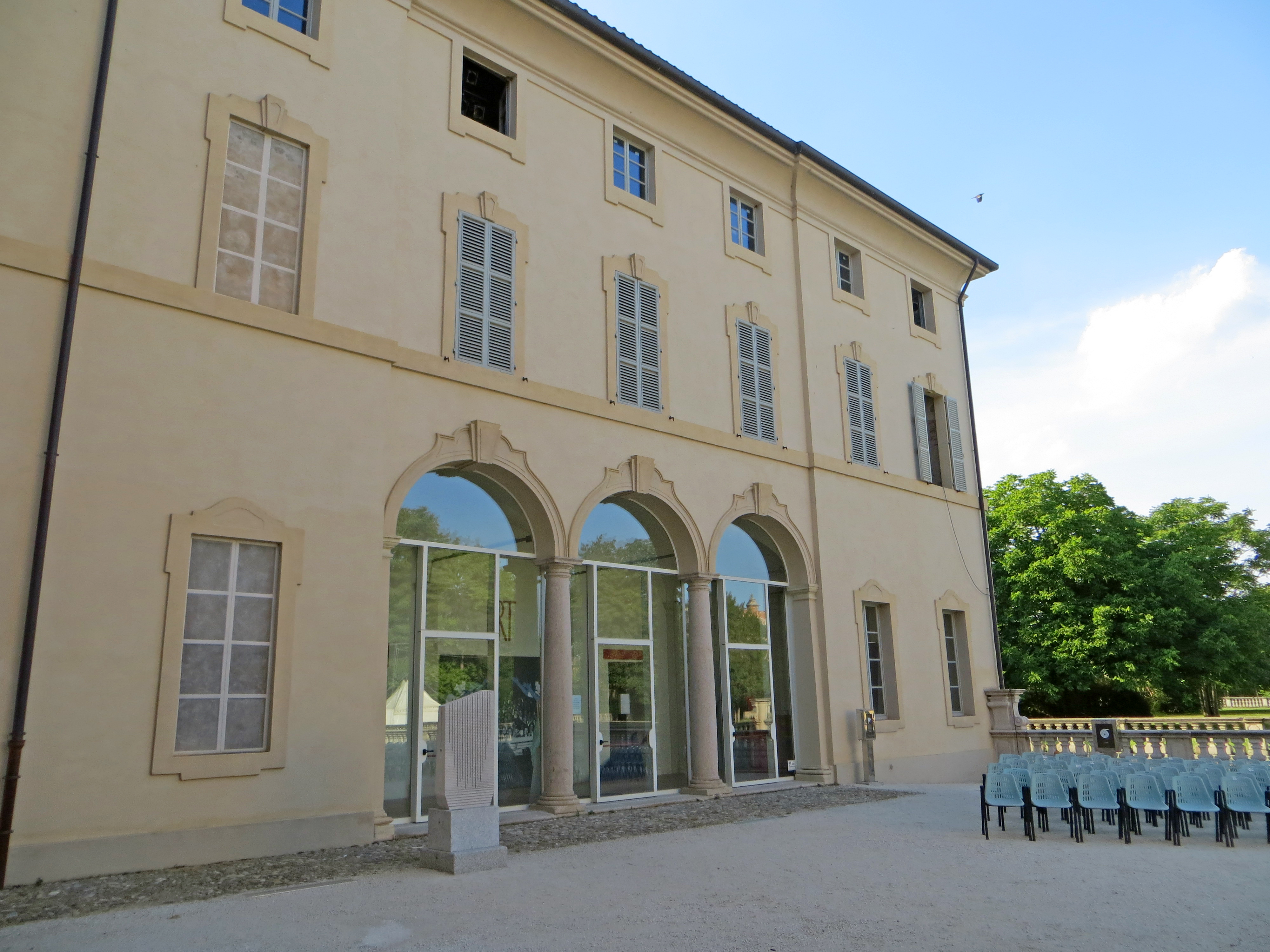
Ala ovest del palazzo delle Scuderie

Il palazzo delle Scuderie, innalzato agli inizi del XVIII secolo, fu completamente restaurato tra il 2011 e il 2014.
Il Comitato Renata Tebaldi, fondato nel 2005 per conservare la memoria della cantante lirica, vi inaugurò il 7 giugno del 2014 il museo, che espone numerose testimonianze della carriera artistica del soprano, raccolte negli anni da Giuseppina Barbieri, madre di Renata Tebaldi, e da Ernestina Viganò, sua governante e amica.
Nel 2024 fu costituita la Renata Tebaldi Fondazione Museo ETS, proprietaria di tutto il patrimonio artistico e culturale di Renata Tebaldi.

## Percorso espositivo
Il museo occupa l'ala ovest del piano terreno del palazzo delle Scuderie.
Il percorso espositivo, che raccoglie, tra gli altri, costumi e gioielli di scena disegnati da Giorgio de Chirico, Beni Montresor, Aleksandr Nikolaevič e Nicola Alexandrovich Benois, si articola in 6 sale, con allestimenti realizzati su progetto della stilista Daniela Gerini.

### Stanza dei documenti
La prima sala espone all'interno di vetrine le onorificenze di cui Renata Tebaldi fu fregiata, le lettere e i riconoscimenti di numerose personalità, tra le quali Arturo Toscanini, John Fitzgerald Kennedy e Rudolph Giuliani, e altri documenti relativi alla carriera della cantante.

### Stanza dei gioielli
La seconda sala espone all'interno di vetrine numerosi gioielli di scena, realizzati artigianalmente per alcune interpretazioni della cantante lirica da vari orafi italiani degli anni trenta e quaranta del XX secolo.

### Stanza di Renata
La terza sala espone alcuni oggetti e abiti personali cui il soprano mostrava un particolarmente attaccamento.

### Stanza di Madama Butterfly
La quarta sala espone alcuni oggetti e abiti di scena, utilizzati da Renata Tebaldi durante le sue esibizioni dell'opera pucciniana Madama Butterfly, cui era molto legata.

### Stanza delle fotografie
La quinta sala espone una serie di fotografie che ritraggono Renata Tebaldi durante alcune delle sue più importanti esibizioni e in occasione dell'incontro con alcune personalità del mondo del teatro dell'epoca, tra le quali Paolo Grassi e Maria Callas.

### Stanza dei costumi di scena
La sesta e ultima sala, molto più ampia, espone una serie di abiti da scena indossati dalla cantante lirica durante le sue interpretazioni di Desdemona nell'Otello, di Tosca nell'opera omonima, di Manon nell'opera omonima, di Fedora nell'opera omonima, di Aida nell'opera omonima, di Donna Leonora nella Forza del destino e di Alice Ford nel Falstaff.